# كازو ناوكي
كازو ناوكي (باليابانية: 直木 和) (مواليد 23 مارس 1918)، هو لاعب كرة قدم ياباني سابق كان يلعب كمهاجم. سبق له أن لعب مع منتخب اليابان.

## وصلات خارجية
- كازو ناوكي على موقع ناشيونال فوتبول تيمز (الإنجليزية)

- National Football Teams
- Japan National Football Team Database